# Силиго
Силиго (на италиански и местен диалект Siligo) е село и община в Италия. Намира се в провинция Сасари, в северозападната част на остров и автономен регион Сардиния. Населението му е 813 жители към декември 31.10.2020 г.

## Хората, родени в Силиго
- Мария Карта, певица и актриса